# Tarányi-Oszterhuber József
Nyirlaki Tarányi-Oszterhuber József Mihály (Sümeg, Zala vármegye, 1792. március 1. – Pusztaszentlászló, Zala vármegye, 1869. január 10.), Zala vármegye alispánja, táblabíró, jogász, földbirtokos, a Zalavármegyei Gazdasági Egyesület alapító elnöke.

A nyírlaki Oszterhuber család címere

## Családja és származása
A zalai római katolikus nemesi származású nyirlaki Oszterhuber család sarja. Apja nemes Oszterhueber Mihály (1768–1807), anyja a forintosházi Forintos család sarja, forintosházi Forintos Magdolna (1772–1850) asszony volt. Apai nagyszülei nemes Oszterhuber György (1718–1779), földbirtokos és nyirlaki Tarányi Anna (1729–1788) voltak. Anyai nagyszülei forintosházi Forintos Ádám (1733–1781), földbirtokos, a szántói járás főszolgabírája, és a lovászi és szentmargitai Sümeghy családból való nemes Sümeghy Judit (1746–1801) asszony voltak; Forintosné Sümeghy Judit szülei nemes Sümeghy József, földbirtokos és prosznyákfalvi Prosznyák Éva (1725–1779), akik a nemes Foky családnak, a kisbarnaki Farkas családnak, a Hahót nembeli Csány családnak, és a zicsi Zichy család köznemesi ágának a leszármazottja voltak. Apai dédapja Oszterhueber János, légárdi főpostamester, és neje Zarka Éva, 1741. október 28-án nemességet szerzett Mária Terézia magyar királynőtől. Oszterhuber József fivérei, nyirlaki Tarányi Ferenc (1803–1887), a veszprémi székesegyházi káptalan nagyprépostja; nyirlaki Tarányi Mihály (1794–1876) tapolcai alszolgabíró, leánytestvére pedig, hertelendi és vindornyalaki Hertelendy Imréné nyirlaki Tarányi Magdolna (1797–1883) asszony volt.

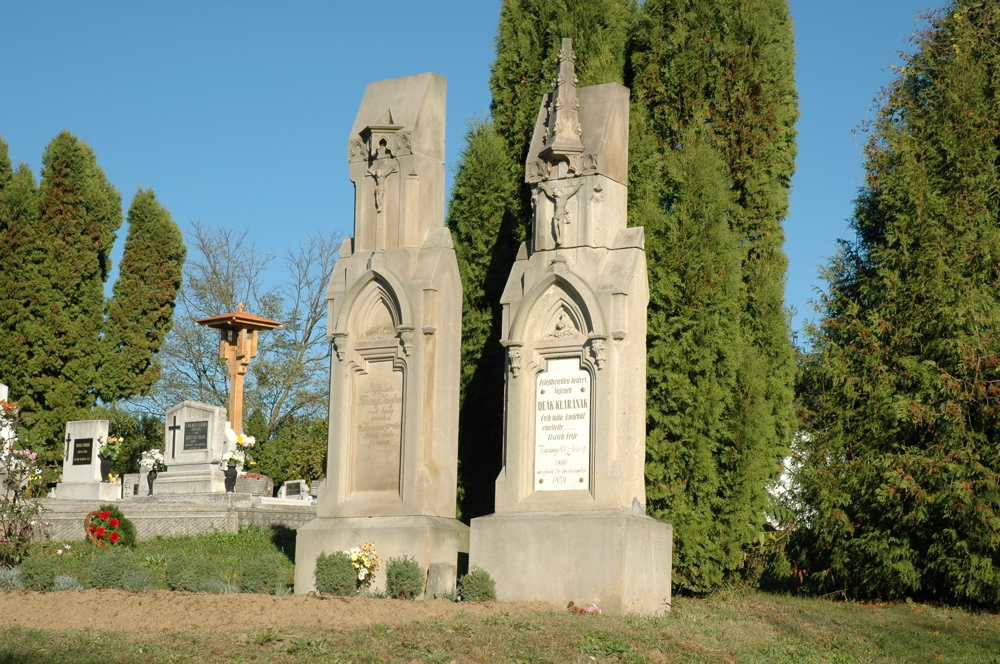
Tarányi-Oszterhuber József és Deák Klára síremléke a pusztaszentlászlói temetőben

## Élete
Oszterhuber József 1810-ben gróf Festetics György ösztöndíjasaként jogot végzett Pesten, majd pusztaszentlászlói birtokán gazdálkodott. Fizetéssel járó, választástól függő állást sose vállalt, mégis Zala vármegye egyik legtekintélyesebb táblabírónak tartották (1830-tól Zala vármegye táblabírája). Sógora volt a Haza Bölcsének; Deák Ferencnek, mind a magánéletében, mint a megye közigazgatásában, közéletében, nagy és hű barátja és támasza volt. Oszterhuber József 1833-ban építette fel pusztaszentlászlói kúriáját; Deák Ferenc segített a berendezésében, több bútort vásárolt, 1843-ban cserépkályhát épített a kúriába. Oszterhuber József a veszprémi káptalani jószágigazgatóként szerzett állást; 1834-ben Veszprémbe költözött Deák Ferenc Klára nevű testvére, Oszterhuber József káptalani jószágigazgató felesége. Deák postakocsival Kehidáról Pestre utazván gyakran meglátogatta a Káptalani Jószágkormányzóság épületében, (ma: Gizella Hotel és étterem) a Jókai Mór u. 48. alatt lakó leánytestvérét. 1836-ban és 1838-ban náluk töltötte a karácsonyt. Deáknak kapcsolatai voltak Oszterhuber József ugyancsak Veszprémben élő testvérével, Tarányi Oszterhuber Ferenc nagy préposttal és Kéry János kanonokkal. 1842-től jórészt Oszterhuber József vezette a kehidai Deák család gazdálkodását. 1848. március 11-étől május 9-éig Oszterhuber József Zala vármegye helyettes alispánja volt, mivel az akkori első alispán, és egyben jó barátja is, Kerkapoly István (1789–1848) váratlanul hunyt el.
1848. szilveszterén, báró Burits János császári altábornagy elfoglalta Zalaegerszeget a csapataival együtt. Burits maga elé parancsolta boldogfai Farkas Imre zalaegerszegi főszolgabírót, akinek január 1-jén délelőtt 11 órakor kijelentette, miszerint a tisztviselők személyes szabadságát meghagyja, de ha 24 óra alatt ki-ki állását el nem foglalja hogy Zalaegerszegen meg nem jelennek mint lázadókat elfogatja. Burits Farkas Imre közvetítésével tárgyalt a szabadságharcosokkal, aki semmit sem késve, déli 12 órakor megírta a levelet és gyorsfutár vitte azt Zalaapátiba csáfordi Csillagh Lajos zalai alispánhoz. Zalaapátiban az állandó bizottmány tagjai tartózkodtak a császári sereg előli menekülésük után. Csak egy ember nem engedelmeskedett Buritsnak, aki ezért el is fogatott; és ez az ember a bizottmány jobb keze és a mindenki által szeretett Oszterhuber József, aki Jó ideig volt fogva, de azzal védelmezte magát, hogy ő akkor nem volt Zalaapátiban, Burits parancsáról nem tudott; végre mégis kiszabadult.
1865 és 1867 között nyaranta az ő pusztaszentlászlói kúriájában dolgoztak Deák Ferenc és társai a kiegyezés előkészítésén. Végrendeletében egy alapítványt létesített a zalai születésű diákok taníttatásának támogatására. A vármegye gazdasági életében mindig tekintélyes és tevékeny szerepet játszott a Zalavármegyei Gazdasági Egyesület, amely 1861. március 5-én alakult a vármegye közgazdasági életében nagy és értékes működést kifejtett és köztiszteletben álló nyírlaki Oszterhuber-Tarányi József elnöklete alatt. Utódai egyesületi elnökökként Glavina Lajos, Háczky Kálmán, Hertelendy Ferenc és Tarányi Ferenc érdemekesek említésre.
1868. augusztus 10-én I. Ferenc József magyar király megengedte a névváltoztatást, valamint a nyirlaki nemesi előnevet is adományozta Oszterhueber Györgynek, testvéreinek Oszterhuber Józsefnek, Mihálynak, és Ferencnek, akiknek az apai nagyanyja, Oszterhuber Györgyné nyirlaki Tarányi Anna volt, a nyirlaki Tarányi család utolsó tagja. Oszterhuber József unokaöccsei és azoknak a leszármazottjai pedig a nyirlaki Tarányi névvel éltek; fivérének, nyirlaki Tarányi Mihály (1794–1876) tapolcai alszolgabírónak az unokája, nyirlaki dr. Tarányi Ferenc (1878–1945), Zala vármegye főispánja, nagybirtokos, felsőházi tag volt.
1869. január 10-én hunyt el és felesége mellé, a pusztaszentlászlói temetőben temették el.

## Házassága
1821. december 13-án vette feleségül kehidai Deák Klára Emíliát (1793–1859), akinek a szülei idősebb kehidai Deák Ferenc (1761–1808), Zala vármegye táblabírája, zalai főszolgabíró, és szarvaskendi és óvári Sibrik Erzsébet (1768–1803) voltak. A házasság révén sógora lett kehidai Deák Ferencnek, a Haza Bölcsének. Oszterhuber József és Deák Klára házassága gyermektelen volt.

## Származása
| nyírlaki Tarányi-Oszterhuber József Mihály (Sümeg, Zala vármegye, 1792. március 1. – Pusztaszentlászló, Zala vármegye, 1869. január 10.) Zala vármegye alispánja, táblabíró, jogász, földbirtokos, a "Zalavármegyei Gazdasági Egyesület" alapítóelnöke. | Apja: nemes Oszterhuber Mihály (*1766.− Nyírlak, Zala vm. 1807. február 13.) földbirtokos. | Apai nagyapja: nemes Oszterhuber György (Légrád, 1718. április 24.− Sümeg, 1779. április 22.) csáktornyai várkapitány, földbirtokos. | Apai nagyapai dédapja: nemes Oszterhueber János légrádi postamester, alkapitány, 1741. október 28-án nemességet szerzett.                                                                                               |
| nyírlaki Tarányi-Oszterhuber József Mihály (Sümeg, Zala vármegye, 1792. március 1. – Pusztaszentlászló, Zala vármegye, 1869. január 10.) Zala vármegye alispánja, táblabíró, jogász, földbirtokos, a "Zalavármegyei Gazdasági Egyesület" alapítóelnöke. | Apja: nemes Oszterhuber Mihály (*1766.− Nyírlak, Zala vm. 1807. február 13.) földbirtokos. | Apai nagyapja: nemes Oszterhuber György (Légrád, 1718. április 24.− Sümeg, 1779. április 22.) csáktornyai várkapitány, földbirtokos. | Apai nagyapai dédanyja: Zarka Éva |
| nyírlaki Tarányi-Oszterhuber József Mihály (Sümeg, Zala vármegye, 1792. március 1. – Pusztaszentlászló, Zala vármegye, 1869. január 10.) Zala vármegye alispánja, táblabíró, jogász, földbirtokos, a "Zalavármegyei Gazdasági Egyesület" alapítóelnöke. | Apja: nemes Oszterhuber Mihály (*1766.− Nyírlak, Zala vm. 1807. február 13.) földbirtokos. | Apai nagyanyja: nyírlaki Tarányi Anna Terézia (*Sümeg, 1724. június 13.− †Sümeg, 1788. január 15.)                                   | Apai nagyanyai dédapja: nyírlaki Tarányi Ferenc (*1686.−†Sümeg, 1749. június 15.) Zala vm. alispánja, táblabíró, földbirtokos                                                                                           |
| nyírlaki Tarányi-Oszterhuber József Mihály (Sümeg, Zala vármegye, 1792. március 1. – Pusztaszentlászló, Zala vármegye, 1869. január 10.) Zala vármegye alispánja, táblabíró, jogász, földbirtokos, a "Zalavármegyei Gazdasági Egyesület" alapítóelnöke. | Apja: nemes Oszterhuber Mihály (*1766.− Nyírlak, Zala vm. 1807. február 13.) földbirtokos. | Apai nagyanyja: nyírlaki Tarányi Anna Terézia (*Sümeg, 1724. június 13.− †Sümeg, 1788. január 15.)                                   | Apai nagyanyai dédanyja: gyömörei és tölvári Gyömörey Krisztina (Szülei: gyömörei és tölvári Gyömörey György, földbirtokos, és nemes Landovich Éva)                                                                     |
| nyírlaki Tarányi-Oszterhuber József Mihály (Sümeg, Zala vármegye, 1792. március 1. – Pusztaszentlászló, Zala vármegye, 1869. január 10.) Zala vármegye alispánja, táblabíró, jogász, földbirtokos, a "Zalavármegyei Gazdasági Egyesület" alapítóelnöke. | Anyja: forintosházi Forintos Magdolna (*1772.– †Mihályfa, 1850. február 15.)               | Anyai nagyapja: forintosházi Forintos Ádám (Mihályfa, 1733.– Mihályfa, 1781. augusztus 28.) zalai szolgabíró, földbirtokos           | Anyai nagyapai dédapja: forintosházi Forintos Ádám (1691 – Mihályfa, 1757) szolgabíró, földbirtokos (Szülei: forintosházi Forintos Mihály)                                                                              |
| nyírlaki Tarányi-Oszterhuber József Mihály (Sümeg, Zala vármegye, 1792. március 1. – Pusztaszentlászló, Zala vármegye, 1869. január 10.) Zala vármegye alispánja, táblabíró, jogász, földbirtokos, a "Zalavármegyei Gazdasági Egyesület" alapítóelnöke. | Anyja: forintosházi Forintos Magdolna (*1772.– †Mihályfa, 1850. február 15.)               | Anyai nagyapja: forintosházi Forintos Ádám (Mihályfa, 1733.– Mihályfa, 1781. augusztus 28.) zalai szolgabíró, földbirtokos           | Anyai nagyapai dédanyja: nemes Bősy Katalin |
| nyírlaki Tarányi-Oszterhuber József Mihály (Sümeg, Zala vármegye, 1792. március 1. – Pusztaszentlászló, Zala vármegye, 1869. január 10.) Zala vármegye alispánja, táblabíró, jogász, földbirtokos, a "Zalavármegyei Gazdasági Egyesület" alapítóelnöke. | Anyja: forintosházi Forintos Magdolna (*1772.– †Mihályfa, 1850. február 15.)               | Anyai nagyanyja: nemes Sümeghy Judit (*Rábahídvég, 1746. április 6. –†Szentliszló, 1801. május 24.)                                  | Anyai nagyanyai dédapja: nemes Sümeghy József táblabíró, földbirtokos (Szülei: nemes Sümeghy Mihály, Zala vármegye főjegyzője 1716 és 1727 között, földbirtokos és nemes Foky Judit)                                    |
| nyírlaki Tarányi-Oszterhuber József Mihály (Sümeg, Zala vármegye, 1792. március 1. – Pusztaszentlászló, Zala vármegye, 1869. január 10.) Zala vármegye alispánja, táblabíró, jogász, földbirtokos, a "Zalavármegyei Gazdasági Egyesület" alapítóelnöke. | Anyja: forintosházi Forintos Magdolna (*1772.– †Mihályfa, 1850. február 15.)               | Anyai nagyanyja: nemes Sümeghy Judit (*Rábahídvég, 1746. április 6. –†Szentliszló, 1801. május 24.)                                  | Anyai nagyanyai dédanyja: prosznyákfalvi Prosznyák Éva (*Rábahídvég, 1725. január 24.– †Gyulakeszi, 1779. április 16.) (Szülei: prosznyákfalvi Prosznyák László, földbirtokos és Buzád-Hahót nembeli csányi Csány Anna) |